# Умматалиев, Жавохир Туробжон угли
Жавохир Умматалиев  (узб.Javohir Ummataliev род. 26 февраоя 2005 г. Ташкент Узбекистан)- Узбекский боксер-любитель,  выступающий в средней и во второй средней весовых категориях, завоевавший серебряную медаль на молодежном чемпионате Азии 2022 года, проходившем в Аммане, Иордания. Он также завоевал золотую медаль на молодежном чемпионате мира по боксу среди мужчин и женщин IBA 2022 года, проходившем в Ла-Нусии, Испания.